# San Juan Islands

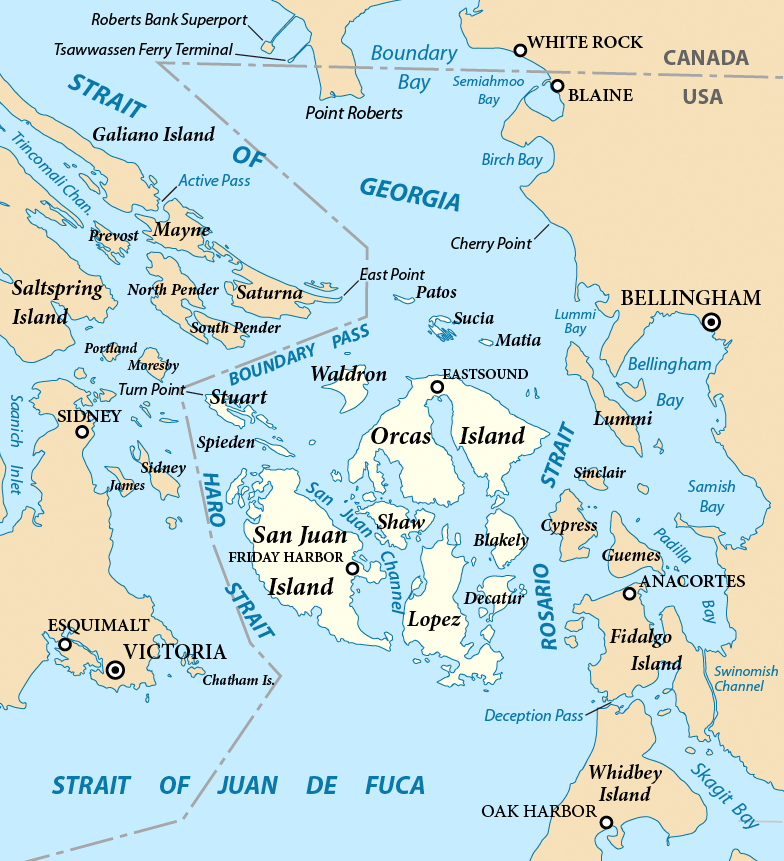
San Juan Islands e regione circostante

Le isole San Juan (inglese: San Juan Islands) costituiscono un arcipelago situato nell'angolo nord-occidentale degli Stati Uniti d'America, al confine con il Canada ed a poca distanza dall'isola di Vancouver; fanno parte dello Stato di Washington.
Nell'arcipelago quattro isole sono accessibili dai visitatori tramite il servizio di traghetti del Washington State Ferries.
Lo United States Geological Survey (USGS) ha definito le isole San Juan come l'arcipelago situato a nord dello stretto di Juan de Fuca, ad ovest dello stretto di Rosario, ad est dello stretto di Haro e a sud del Boundary Pass. A nord di esso si trova il mare aperto verso lo stretto di Georgia. Tutti questi bacini fanno parte del mare dei Salish.
La definizione data dal USGS dell'arcipelago di San Juan coincide con quella data dalla Contea di San Juan. Le isole che non fanno parte della contea non fanno parte dell'arcipelago secondo la definizione dello USGS.

## Lista delle isole
Questa lista include solo le isole che fanno parte della contea di San Juan così come definita dal governo, delimitate dallo Stretto di Juan de Fuca, Stretto Haro, Stretto Rosario, il Passaggio Boundary, e lo Stretto di Georgia. La popolazione stimata per isola nel 2016 è tra parentesi, anche se alcune hanno grosse differenze stagionali. Le isole protette come parchi dello stato di Washington sono segnate da un asterisco. Una lista addizionale delle piccole rocce è presente tra i San Juan Islands National Monument.
- Aleck Rocks
- Alegria Island (aka Little Double Island)
- Armitage Island
- Bare Island
- Barnes Island
- Barren Island
- Battleship Island
- Bell Island
- Big Rock
- Bird Rock
- Bird Rocks
- Black Rock
- Blakely Island (42)
- Blind Island (Lopez)
- Blind Island *
- Boulder Island
- Brown Island (21)
- Buck Island
- Cactus Islands
- Canoe Island
- Castle Island
- Cayou Island (aka Rum Island)
- Cemetery Island
- Center Island (20)
- Charles Island
- Clark Island *
- Cliff Island
- Cluster Islands
- Colville Island
- Coon Island
- Crab Island
- Crane Island (10)
- Deadman Island
- Decatur Island (89)
- Dinner Island
- Doe Island *
- Double Island
- Ewing Island
- Fawn Island
- Flattop Island
- Flower Island
- Fortress Island
- Freeman Island
- Frost Island
- Geese Islets
- Giffin Rocks
- Goose Island
- Gossip Island
- Gull Rock
- Guss Island
- Hall Island
- Harnden Island
- Henry Island (27)
- Iceberg Island
- Iowa Rock
- James Island *
- Johns Island (5)
- Jones Island *
- Justice Island
- Little Patos Island
- Little Sister Island
- Little Sucia Island
- Lone Tree Island
- Long Island
- Lopez Island (2 466)
- Low Island
- Matia Island *
- McConnell Island
- Mummy Rocks
- Nob Island
- North Finger Island
- North Peapod Island
- O'Neal Island
- Oak Island
- Obstruction Island (14)
- Orcas Island (5 395)
- Patos Island *
- Peapod Rocks
- Pearl Island (11)
- Picnic Island (aka Sheep Island)
- Pointer Island
- Pole Island
- Posey Island *
- Puffin Island
- Ram Island
- Reads Bay Island
- Reef Island
- Reef Point Island
- Richardson Rock
- Rim Island
- Ripple Island
- Saddlebag Island *
- San Juan Island (7 810)
- Satellite Island
- Secar Rock
- Sentinel Island
- Shag Rock
- Shaw Island (241)
- Skipjack Island
- Skull Island (Lopez)
- Skull Island
- Small Island
- South Finger Island
- South Peapod Island
- Spieden Island
- Stuart Island (11) *
- Sucia Island (4) *
- Swirl Island
- The Sisters
- Tift Rocks
- Trump Island
- Turn Island *
- Twin Rocks
- Vendovi Island
- Victim Island
- Waldron Island (109)
- Wasp Islands
- Whale Rocks
- White Rocks
- Willow Island
- Yellow Island